# Gewürfelte Tanzfliege

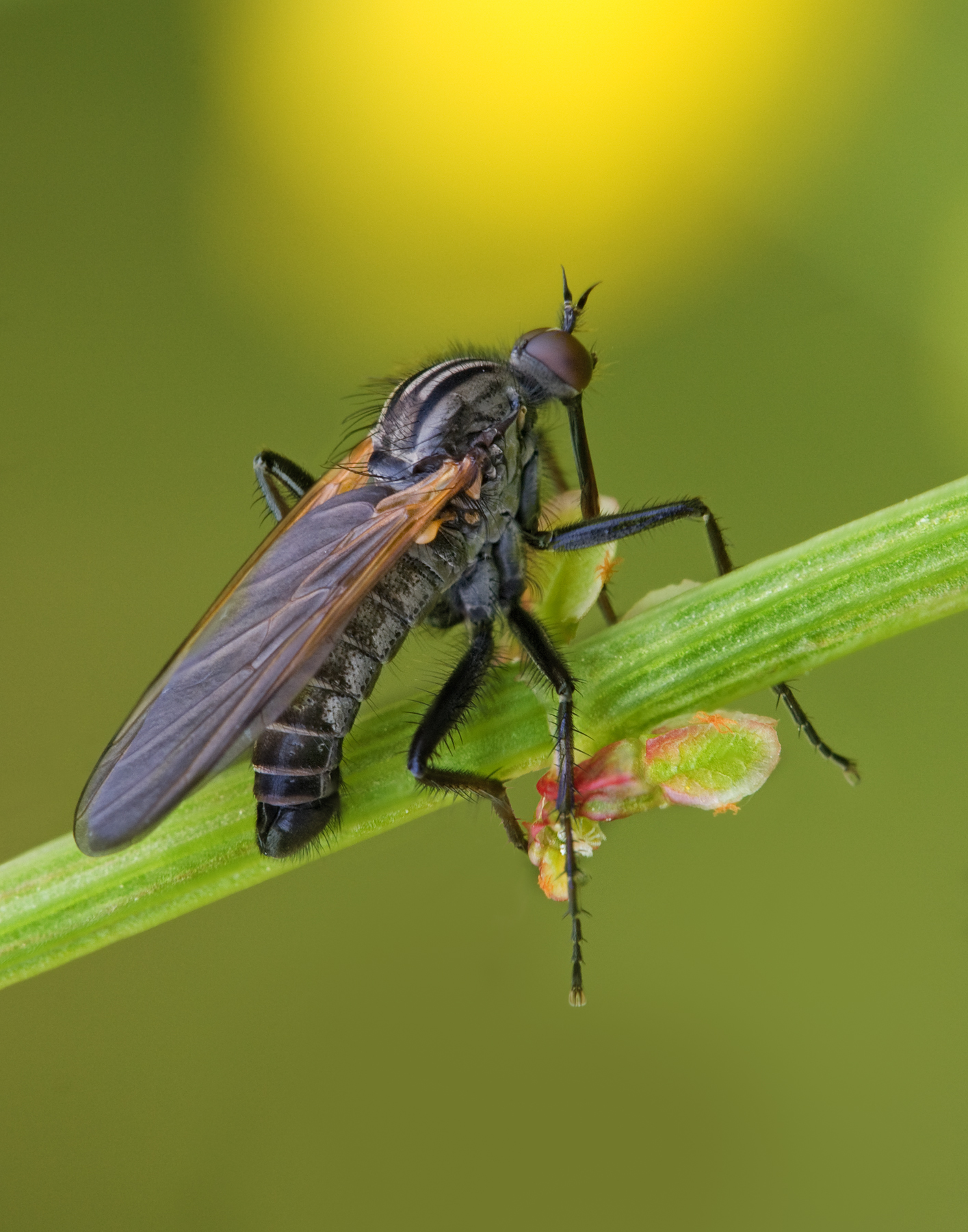
Gewürfelte Tanzfliege

Die Gewürfelte Tanzfliege (Empis tessellata) ist eine Fliege aus der Familie der Tanzfliegen (Empididae).

## Merkmale
Die Gewürfelte Tanzfliege ist mit einer Länge von 9 bis 13 Millimetern eine verhältnismäßig große Art. Gegenüber den meisten anderen Tanzfliegen-Arten fällt sie auch durch ihren kräftigen Körperbau auf. Die Grundfärbung des Körpers ist grau. Die Brust trägt oberseits drei schwarze Längsstreifen. Die Segmente des Abdomens sind oberseits schwarz, meist mit grau- bis bronzefarbenem Überzug (Torment), seitlich und unterseits grau. Die Atemöffnungen der Tracheen werden seitlich pro Segment durch schwarze Punkte markiert.
Der Kopf mit den großen, braunen Facettenaugen ist relativ klein, die Mundwerkzeuge sind zu einem langen Saugrüssel verwachsen. Die Beine sind sehr variabel gefärbt, meist zumindest die Schienen graubraun, die Hüften und Schenkel weisen immer eine rein schwarze Färbung auf. Meist sind die Tarsen an der Basis braun, zur Spitze hin schwarz gefärbt. Die Flügel sind braun getönt, an der Basis rotbraun. Die Schwingkölbchen sind auffällig hell- bis rotbraun.
Die Geschlechter sind, wie bei vielen Tanzfliegen, an der Größe der Augen unterscheidbar. Beim Männchen sind diese schmal aneinanderstoßend, beim Weibchen breit getrennt.

## Verbreitung
Die Gewürfelte Tanzfliege ist in fast ganz Europa beheimatet, wo sie vom Mittelmeergebiet bis in den Norden Skandinaviens lebt. Ihr Verbreitungsgebiet reicht im Süden bis Nordafrika (fehlend auf den Kanarischen Inseln), im Osten über den Nahen Osten und Zentralasien bis Japan.

## Lebensweise
Die Gewürfelte Tanzfliege ist auf verschiedenen Pflanzen an Waldrändern, auf Lichtungen und auf feuchten Wiesen zu finden. Sie ernährt sich von Nektar und ist bei der Futtersuche häufig auf Doldenblütlern zu finden. Nur das Männchen lebt jedoch auch räuberisch und frisst kleinere Insekten, meist Zweiflügler. Die Beute kann dabei die Körpergröße des Räubers erreichen. Ein erbeutetes Insekt spielt auch bei der Brautwerbung eine Rolle. Das Männchen präsentiert es dem Weibchen als Brautgeschenk vor der Paarung.
Imagines sind in Mitteleuropa im Mai und Juni zu erwarten, am Mittelmeer schon ab März, in Skandinavien bis August.